# Teschow (Stepenitztal)
Teschow ist ein Ortsteil der Gemeinde Stepenitztal im Landkreis Nordwestmecklenburg in Mecklenburg-Vorpommern. Vor dem 25. Mai 2014 gehörte der Ort zu Börzow.

## Geographie
Der Ort liegt vier Kilometer westlich von Grevesmühlen und etwa 15 Kilometer von der Ostseeküste entfernt.